# Sefa İnci Suvak
Sefa İnci Suvak (* in der Türkei) ist eine deutsche Journalistin, Autorin und Redakteurin beim Hörfunk. Sie initiierte und entwickelte (zusammen mit Justus Herrmann) das 2007 für den Grimme Online Award nominierte Migration-Audio-Archiv (maa) in Köln. Daneben ist sie Mitbegründerin des Artradios.

## Leben
Suvak wurde in der Türkei geboren und kam im Alter von neun Jahren nach Deutschland. Hier wuchs sie in Krefeld auf. Nach dem Studium der Geschichte, Politischen Wissenschaften und Philosophie an der Universität zu Köln, das sie mit einem Magister abschloss, wurde sie Journalistin und Kultur-Redakteurin beim WDR-Hörfunk.
Hier war sie lange Jahre für das Kulturmagazin Scala zuständig. Später übernahm sie als Gesprächsleiterin die Tischgespräche des WDR 5. Daneben folgten Beiträge in Fernsehen, Hörfunk sowie Zeitungen und Zeitschriften vor allem zu Themen der Migration und der Kultur.
Für ihre WDR-Sendung Riff. Deutsch-Ausländische Liebesgeschichten erhielt Suvak 1993 den Civis-Medienpreis. Mit Kraft zur Versöhnung – Ein Besuch bei Mevlüde Genç (1995) gelang es ihr zwei Jahre später diesen Erfolg zu wiederholen. Danach wurde sie selbst in die Hörfunk-Jury des Medienpreises berufen.
Das von Suvak mitinitiierte und konzipierte Projekt Migration-Audio-Archiv (maa) ist eine „Sammlung von hörbaren Migrationsgeschichten – erzählter Migrationsgeschichte“. In dem Audioarchiv werden nach und nach Migrationsgeschichten von Einwanderern aller Nationen für die Öffentlichkeit aufbereitet und im Hörfunk gesendet, auf Ausstellungen und im Internet bereitgestellt. Bereits Suvaks sechsteilige WDR-Reihe „Ich dachte, ich rette mich, wenn ich nach Deutschland gehe“ – Eine Gastarbeitgeneration bilanziert (2003) gab türkischen Arbeitsmigranten der ersten Generation in Deutschland die Möglichkeit, ihre Einwanderungsgeschichte zu erzählen.